# Sarīr Kalanshiyū
Sarīr Kalanshiyū är en öken i Libyen. Den ligger i den centrala delen av landet, 900 km sydost om huvudstaden Tripoli.